# Quassia sp. 'Mount Nardi'
Quassia sp. 'Mount Nardi' je rastlina, ki so jo našli v severovzhodnem Novem Južnem Walesu, Avstralija. Gre za redko ali zelo redko rastlino, ki še ni bila formalno poimenovana. Prvi primerek je bil najden na Mount Nardi, nedaleč od mesta Nimbin v Avstraliji.
Raste pod deževnimi gozdovi, na območjih z veliko padavinami. Pogosto jo najdemo na nadmorski višini okoli 650 metrov, na tleh na osnovi riolita ali bazalta. Raste od Dorriga na jugu do reke Tweed na severu.
Grm zraste do 5 metrov visoko s premerom stebla 10 cm. Pogosto ima dva ali več stebel. Listi so gladki, dolgi od 8 do 16 cm in široki od 1,5 do 3 cm. Zgornja stran lista je zelena, spodnja pa rumeno zelena. Srednja žila je na spodnji strani temnejša, na zgornji pa svetlejša. Intramarginalna listna žila je vzporedna z robom lista, ki se začne pri koncu stranskih listnih žil. Rdečkasto zeleni cvetovi se razvijejo na tankih pecljih od julija do februarja. Plod je privlačna oranžna ali rdeča koščica, dolga od 15 do 20 mm. Kalitev svežih semen lahko traja do šest mesecev, nekatera semena pa vzklijejo že v treh tednih.